# Andrew L. Todd
Andrew Lee Todd (* 27. Juli 1872 im Rutherford County, Tennessee; † 24. März 1945 in Murfreesboro, Tennessee) war ein US-amerikanischer Politiker. Zwischen 1919 und 1921 war er als Präsident des Staatssenats faktisch Vizegouverneur des Bundesstaates Tennessee, auch wenn dieses Amt formell erst 1951 eingeführt wurde.

## Werdegang
Andrew Todd studierte an der Union University in Jackson und unterrichtete danach für einige Jahre als Lehrer. Nach einem anschließenden Jurastudium an der University of the South in Sewanee und der Cumberland University wurde er als Rechtsanwalt zugelassen. Ob er diesen Beruf tatsächlich ausgeübt hat, ist nicht überliefert. Zwischen 1900 und 1907 fungierte er als Schulrat im Rutherford County. Zwischen 1905 und 1915 saß er im Bildungsausschuss der Staatsregierung von Tennessee. Neben seinen politischen Tätigkeiten war er auch ein erfolgreicher Geschäftsmann. Er gründete die 320 Hektar große Toddington Farm, auf der er die Rinderrasse Aberdeen Angus züchtete. Zwischen 1913 und 1929 war er Präsident der Murfreesboro Bank & Trust Co. Überdies war er in der Zeitungsbranche tätig. Er kaufte zwei lokale Zeitungen und fusionierte sie unter dem Namen The Daily News Journal.
Politisch war Todd Mitglied der Demokratischen Partei. In den Jahren 1924 und 1928 war er Ersatzdelegierter zu den jeweiligen Democratic National Conventions. Von 1913 bis 1915 sowie nochmals von 1921 bis 1923 gehörte er dem Repräsentantenhaus von Tennessee an; von 1915 bis 1917 sowie von 1919 bis 1921 saß er im Staatssenat, wobei er ab 1919 dessen Präsident war. Anschließend war er von 1921 bis 1923 auch Speaker des Repräsentantenhauses. Im Jahr 1919 wurde Todd als Präsident des Staatssenats Stellvertreter von Gouverneur Albert H. Roberts. Damit bekleidete er faktisch das Amt eines Vizegouverneurs. Dieser Posten war bzw. ist in den meisten anderen Bundesstaaten verfassungsmäßig verankert; in Tennessee ist das erst seit 1951 der Fall. 1920 gab Todd die entscheidende Stimme für die Annahme des 19. Verfassungszusatzes durch den Staat Tennessee ab. Dabei ging es um die bundesweite Einführung des Frauenwahlrechts.
Nach seiner politischen Tätigkeit setzte er seine früheren privaten Aktivitäten fort. Andrew Todd starb am 24. März 1945 in Murfreesboro.